# Via Atenea
La via Atenea è la strada principale del centro storico di Agrigento ed è considerata il “salotto buono” della città. Il suo percorso sinuoso si estende da Porta di Ponte fino a Piazza L. Pirandello (o Piazza Municipio). Per tutta la sua lunghezza vi confluisce una serie di strade e stradine, di scalinate e vicoli stretti. Anche se il suo aspetto è medievale, molti dei palazzi e chiese che vi si affacciano hanno caratteristiche barocche. 
Via Atenea è l'area commerciale più importante della città; infatti, vi si trovano numerose attività commerciali sia di abbigliamento che di ristorazione che fanno da contrasto alle antiche chiese e ai sontuosi palazzi nobiliari.

## Storia
La via Atenea, chiamata anticamente via Maestra, è stata per molti secoli (e forse sin dal Medioevo) il principale asse viario e urbano di Agrigento. Fino al 1860 era in buona parte un semplice tragitto sterrato, pieno di buche e con grossi dislivelli. Lungo la via si potevano ammirare palazzi, appartenenti alle famiglie più agiate, che erano espressione di un barocco seicentesco o settecentesco, che si esprimeva maggiormente nei portali d'ingresso, nelle cornici dei balconi e delle finestre e nelle inferriate "a petto d'oca", anche se alla bellezza esterna facevano da contrasto ingressi bui, scale strette, stanzoni spesso disadorni, che solo alla fine dell'Ottocento si cominciò ad abbellire.
Con l'Unità d’Italia si ebbe un generale risveglio nella città e anche via Atenea cominciò ad assumere un aspetto più decoroso: si migliorò il tracciato e si livellò il suolo. Vennero eliminate le case fatiscenti e le vecchie botteghe e al loro posto sorsero nuovi negozi e nuovi palazzi, dalle forme neoclassiche e dall'architettura lineare. Ai vecchi edifici si rifecero le facciate e anche l'illuminazione fu migliorata. La via fu lastricata con pietra lavica, anche se nel tratto tra la Porta di Ponte e il palazzo Contarini era già stata lastricata nel 1841, e fu illuminata coi fanali a gasolio nel 1863. In epoca fascista prese il nome di Via Roma.

## Monumenti e palazzi
L’ingresso di via Atenea è caratterizzato da una delle vecchie porte delle mura cittadine di epoca arabo-normanna, ormai inesistenti, Porta di Ponte. Dalle eleganti forme neoclassiche, la porta è stata edificata nell'ottobre del 1868 su progetto di Raffaello Politi, sul sito della precedente vecchia porta trecentesca, col ponte levatoio di magnifica fattura e con archi a sesto acuto propri dello stile gotico chiaramontano, la quale fu demolita. La nuova porta si trova tra due palazzi simmetrici e mostra rispettivamente a sinistra e a destra lo stemma attuale della città (quello dei tre giganti sorreggenti altrettante torri) e quello greco (l'aquila che ghermisce la lepre). Il riempimento del fossato del ponte levatoio è avvenuto tra il 1870 e il 1876, dando luogo alla realizzazione di quattro villette.
All’inizio di via Atenea, sul lato destro, quasi a ridosso della Porta di Ponte, si trova la Scalinata Madonna degli Angeli, che originariamente costeggiava l’ultimo tratto delle mura orientali che scendevano dalla cima del colle della Rupe Atenea e andavano a collegarsi con la Porta di Ponte. La scalinata porta alla omonima Chiesa. Proseguendo il cammino si trovano diversi palazzi storici appartenenti alle famiglie più agiate ed eretti per lo più tra il sec. XVIII e il XIX, le cui facciate e balconi sono abbelliti con decorazioni, alcune anche in rilievo, e colonne di vario genere. Inoltre, in alcuni appartamenti, si possono trovare stucchi e affreschi dell’Ottocento.
- Palazzo del vecchio Ospedale San Giovanni di Dio. Si trova subito dopo Porta di Ponte e presenta due ingressi neoclassici costituiti da un portico a due colonne affiancate da altrettanti pilastri che sorreggono un architrave a fregio dorico. Esistente già dal 1235, fu ricostruito nel 1867 e rimase attivo come ospedale sino al 1961. La scelta di costruire l’ospedale in quel luogo fu strategica: dalla Porta di Ponte, infatti, giungevano in città i viaggiatori, molti dei quali erano spesso bisognosi di cure.[5]
- Palazzo Borsellino, risalente al sec. XVIII. Al palazzo si accede attraverso un maestoso portale delimitato da due pilastri che sorreggono un architrave a fregio greco, al di sotto del quale campeggia lo stemma gentilizio della famiglia con il leone che si inarca. L'edificio è costituito da tre piani che presentano particolari scultorei notevoli.[6]
- Palazzo Carbonaro del sec. XVIII. Ha un portale a due colonne che sorreggono un architrave a fregio greco con metope e triglifi.[7]
- Palazzo Noto-Biondi, già palazzo Sala, del sec. XVIII. Si erge su tre piani, caratterizzati da un portale a sesto acuto e una serie di balconi.[8]
- Palazzo Costa in stile barocco del sec. XVII. È un tipico palazzo nobiliare con un piano terreno destinato a rimesse, scuderie, magazzini (oggi sede di negozi); un piano ammezzato per l'amministrazione, archivi e alloggi di impiegati e di servitù; un piano nobile (il secondo) per la famiglia del signore con quattro balconi, ancora quasi intatti, sostenuti da ridondanti decorazioni che esprimono in pieno l’arte barocca.[9]
- Palazzo Granet del sec. XIX. Al secondo piano dell'edificio, si trova un portico otto colonne che richiama lo stile di quello del Circolo Empedocleo al quale collaborò il Granet, viceconsole francese.[10]

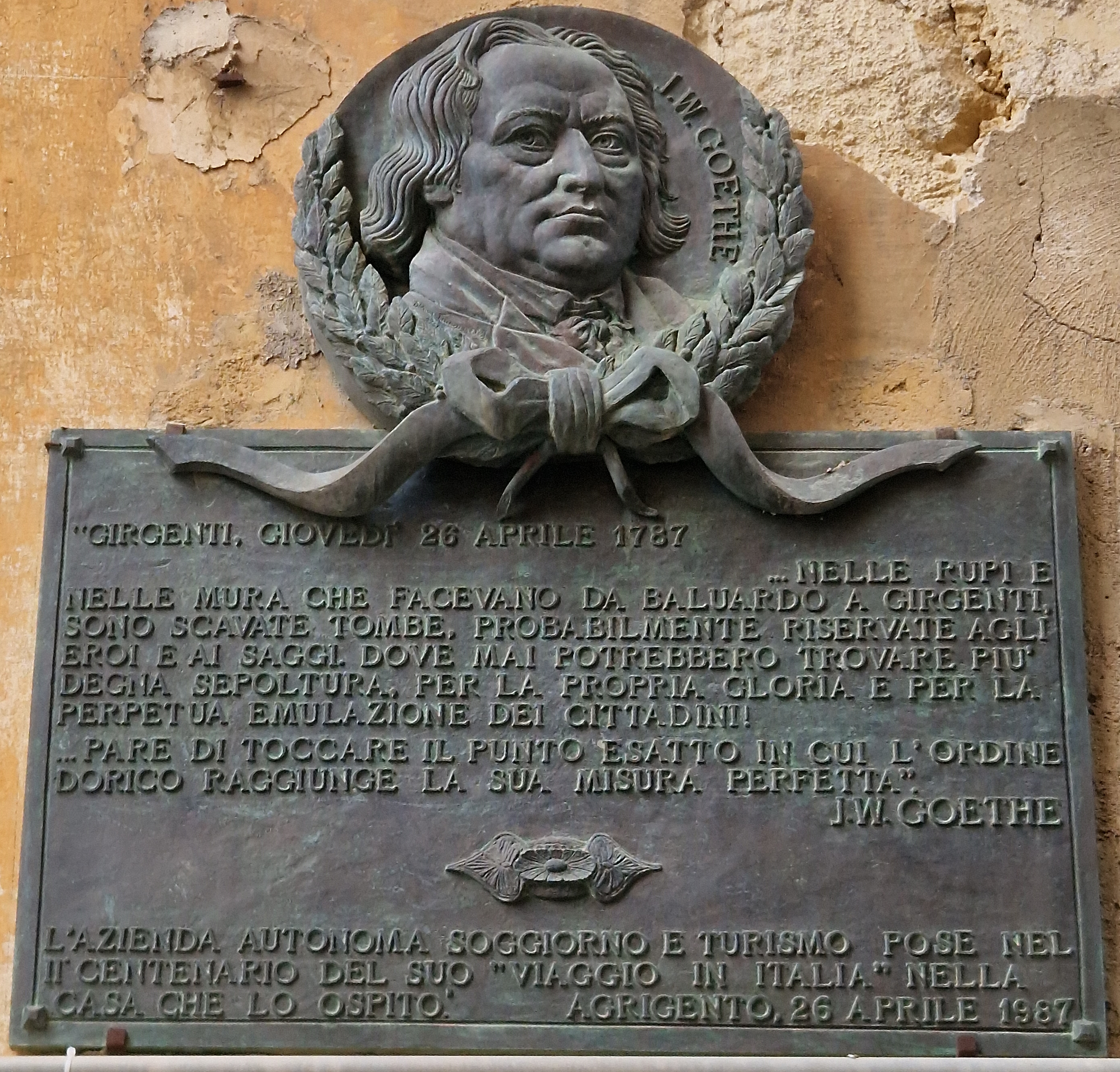
Targa commemorativa del soggiorno di Goethe ad Agrigento

- Palazzo Celauro del sec. XVIII. Il palazzo prende il nome dal suo proprietario, baronetto e sindaco della città. Era uno dei più prestigiosi palazzi della città, e vi soggiornarono personaggi illustri, come Goethe nell'aprile del 1787 e l'imperatore Francesco Giuseppe I d'Austria nei primi del Novecento. Anche questo palazzo ha un piano terreno usato per magazzini e stalle, un piano ammezzato per l'amministrazione, archivi e alloggio di impiegati e di servitù; Targa commemorativa del soggiorno di Goethe ad Agrigentoun piano nobile, con quattro balconi adornati da un ricco apparato decorativo floreale, proprio del barocco siciliano, con ringhiere in ferro battuto, per la famiglia del signore e infine un piano sottotetto, pure con quattro balconi, per i cadetti. L'Azienda di Soggiorno e Turismo ha posto, nel 1987 sulla facciata Est del palazzo, una lapide a ricordo del soggiorno di Goethe ad Agrigento avvenuto appunto duecento anni prima.[11]
- Palazzo Bentivegna del sec. XVIII in cui si trova nella facciata un'edicola votiva. All'interno è presente un bellissimo affresco, del Settecento, raffigurante la Madonna Immacolata.[12]
- Palazzo Giuffrida (sec. XIX);
- Palazzo Caruso del sec. XIX. Una decorazione floreale molto semplice e bella adorna i pilastri.[13]
- Palazzo Catalisano. Sulla facciata è collocata una lapide a ricordo di Michele Foderà (1792-1848), medico e filosofo agrigentino.[13]
- Palazzo Contarini del sec. XVIII.
- Palazzo Conti.
- L’ex convento dei Filippini, oggi adibito a spazio culturale.

## Piazze, Chiese e ipogei
A circa metà di via Atenea, sulla destra si trova Piazza Purgatorio, che fu alla fine dell'Ottocento il luogo di ritrovo della borghesia cittadina.
Nell’angolo destro della Piazza si trova l’omonimo ipogeo, il più grande tra quelli esplorati nella città. Gli ipogei di Agrigento sono gallerie sotterranee fatte scavare nella roccia nel V sec. a.C. dall'architetto Feace per l'approvvigionamento idrico dell'antica Akragas (antico nome di Agrigento) e si estendono nel sottosuolo agrigentino partendo dalla zona della Cattedrale fino ad arrivare nel Giardino della Kolymbetra, nella Valle dei Templi. A quello di Piazza Purgatorio si accede attraverso un’apertura delimitata da due semicolonne che sorreggono un leone sdraiato, risalenti al 1860;  all'ingresso si trova un passaggio alto 2 m che si restringe e si allarga in vani, cunicoli e gallerie.

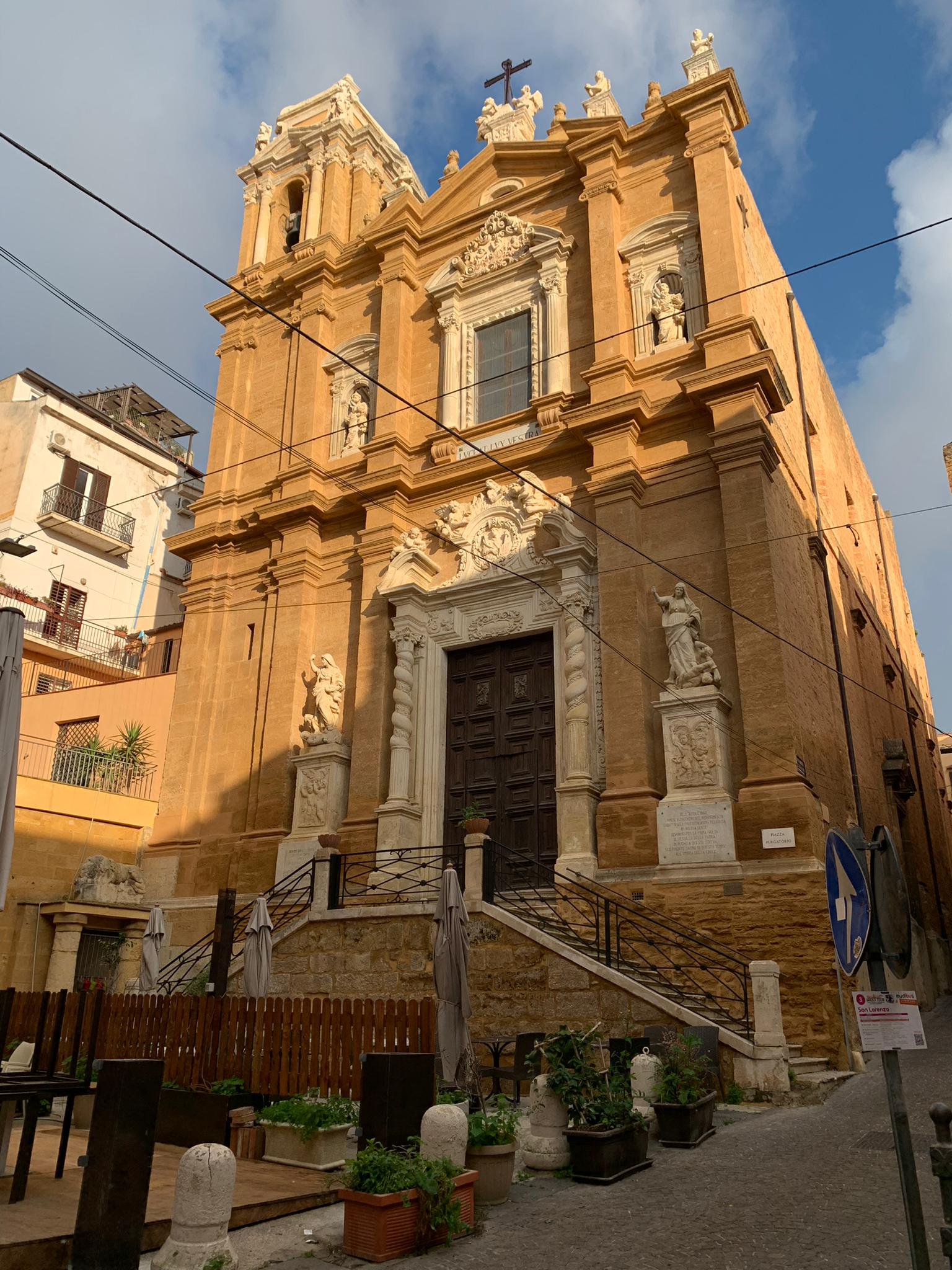
Chiesa di San Lorenzo

Accanto a esso si trova la Chiesa del Purgatorio, detta anche di San Lorenzo, sicuramente la più bella del periodo barocco agrigentino. La Chiesa fu eretta nella seconda metà del Seicento, e sicuramente prima del 1675, in sostituzione di un'altra più antica. Infatti in un atto datato 1675 il governatore della Confraternita o Congregazione delle Anime Purganti dichiara: "detta Congregazione si è costituita dentro la venerabile Chiesa di S. Lorenzo di recente costruzione, anzi, nuovamente costruita"; ciò fa supporre che in precedenza ce ne doveva essere un'altra. La Chiesa è rivolta a ovest e vi si accede da una doppia scalinata. Il prospetto principale è in un elegante e sobrio stile barocco, diviso in due ordini: nel primo si trova un portale settecentesco con colonne tortili ai lati; sulla sommità di alti piedistalli si trovano due statue allegoriche; nel secondo ordine vi è un'ampia finestra, fiancheggiata da due statue di Santi posti dentro delle nicchie. A destra della facciata si trova una maestosa torre campanaria e altre statue di notevole fattura che contribuiscono a slanciare ulteriormente il prospetto. La Chiesa è a una sola navata, rivestita da cima a fondo, nelle pareti e nel Cappellone, da candidi stucchi, attribuiti da alcuni studiosi a Giacomo Serpotta (1656-1673) e ai suoi collaboratori, mentre altri studiosi ritengono che non furono eseguiti dal Serpotta ma dalla scuola di quest'ultimo. Quello che maggiormente convince che gli stucchi siano attribuibili allo scultore palermitano è che nella Chiesa si riscontrano caratteri e motivi (il ricchissimo fogliame, gli innumerevoli fregi e i puttini che fanno da ornamento a tutte le pareti e, in particolar modo, agli otto pilastri della Chiesa) dell'arte serpottiana presenti in diverse chiese di Palermo e di altre città dell'isola, compresa la stessa Agrigento (Chiesa di Santo Spirito). Anche le otto statue, poste su altrettanti pilastri attaccati alle pareti, sono da attribuirsi al Serpotta e ai suoi collaboratori. Esse rappresentano le virtù: l'Amore, la Semplicità, la Carità, la Prudenza, la Giustizia, Religione, la Fortezza. Invece non sono da attribuire allo scultore le decorazioni del Cappellone eseguite nel 1761, come appare scritto nel centro del cornicione dell'abside. Di questo periodo (1767) è pure la cupola sopra i grandi quattro pilastri del presbiterio, rimasta incompleta e che venne dipinta con finto fondo da Michele Narbone, come si può leggere nella parte inferiore della cupola stessa. L'altare è grande e solenne. Nel presbiterio si trovano dei pregevoli quadri del Settecento di autore ignoto (La Manna del deserto, L'Ultima cena, Le Anime del Purgatorio). Nella parete sinistra, inoltre, vi è la statua marmorea della Madonna del Melograno, attribuita, per tradizione, alla scuola del Gagini. Nella Chiesa vi sono quattro Cappelle laterali, quella di maggior rilievo è quella detta del Crocifisso. Questa Cappella venne decorata dallo scultore locale Pietro Carletto nel 1758. La chiesa è ad oggi chiusa al culto ed è stata riaperta al pubblico grazie a giovani volontari.
Sempre in Piazza Purgatorio si trova la Chiesa di S. Rosalia, costruita poco dopo il 1626, anno in cui cessò la peste che aveva procurato migliaia di morti in Sicilia e anche ad Agrigento. La fine dell'epidemia fu attribuita alla intercessione di santa Rosalia, motivo per cui fu eretta in suo onore la Chiesa, come segno di devozione. A causa di restauri del muro perimetrale, la bellissima facciata, in pietra di tufo arenario e in stile barocco, fu smontata agli inizi degli anni cinquanta del Novecento, ma terminati i lavori non fu più rimontata e quello visibile oggi non è altro che il supporto su cui dovevano essere montate le modanature architettoniche. Anche l’interno, a una navata, ha subito negli anni notevoli modifiche ed è decorato da stucchi settecenteschi. Nella parete laterale di destra si trova un interessante dipinto raffigurante la Madonna col Bambino e Santi, attribuito a Domenico Provenzani.
Proseguendo si arriva in Piazza N. Gallo dove si trova il cosiddetto Palazzo dell'Orologio. Questo Palazzo, di stile neogotico, fu costruito nel 1851, su disegno dell'ingegner Gravanti di Sciacca. Fu adibito a sede Comunale fino all'anno 1867. In seguito venne destinato a sede della Banca d'Italia mentre oggi è sede della Camera di Commercio. Nella facciata spicca lo stemma della città. In cima al palazzo è collocata una campana, che veniva suonata anticamente con frequenza costante per convocare i cittadini per discutere affari comuni o per comunicare eventi straordinari come l'arrivo di personalità.
Poco distante c’è Piazza San Giuseppe dove sono ubicati l’omonima Chiesa (sec. XVII-XVIII), di stile barocco dalla facciata incompiuta, e il Palazzo del Circolo Empedocleo (o Casina Empedoclea), dalla leggiadra facciata neoclassica. L'edificio fu costruito intorno al 1835 su progetto di Raffaello Politi (1783-1870). Questo Circolo, che si regge con statuti propri, costituiva un luogo d’incontro per i cittadini che volevano discutere di politica e di cultura ma non mancava anche chi faceva pettegolezzi. Oggi è adibito a spazio culturale e conta una biblioteca ricca di pregevoli volumi.
La via Atenea termina con Piazza Pirandello (o Piazza Municipio), dov’è ubicato il Palazzo dell’ex Museo Civico. In origine era un convento degli Agostiniani fondato nel 1584. Nel 1900 il piano terra dell'edificio venne destinato a Museo Civico sino al 1967, quando è stato inaugurato il moderno Museo Archeologico Regionale.

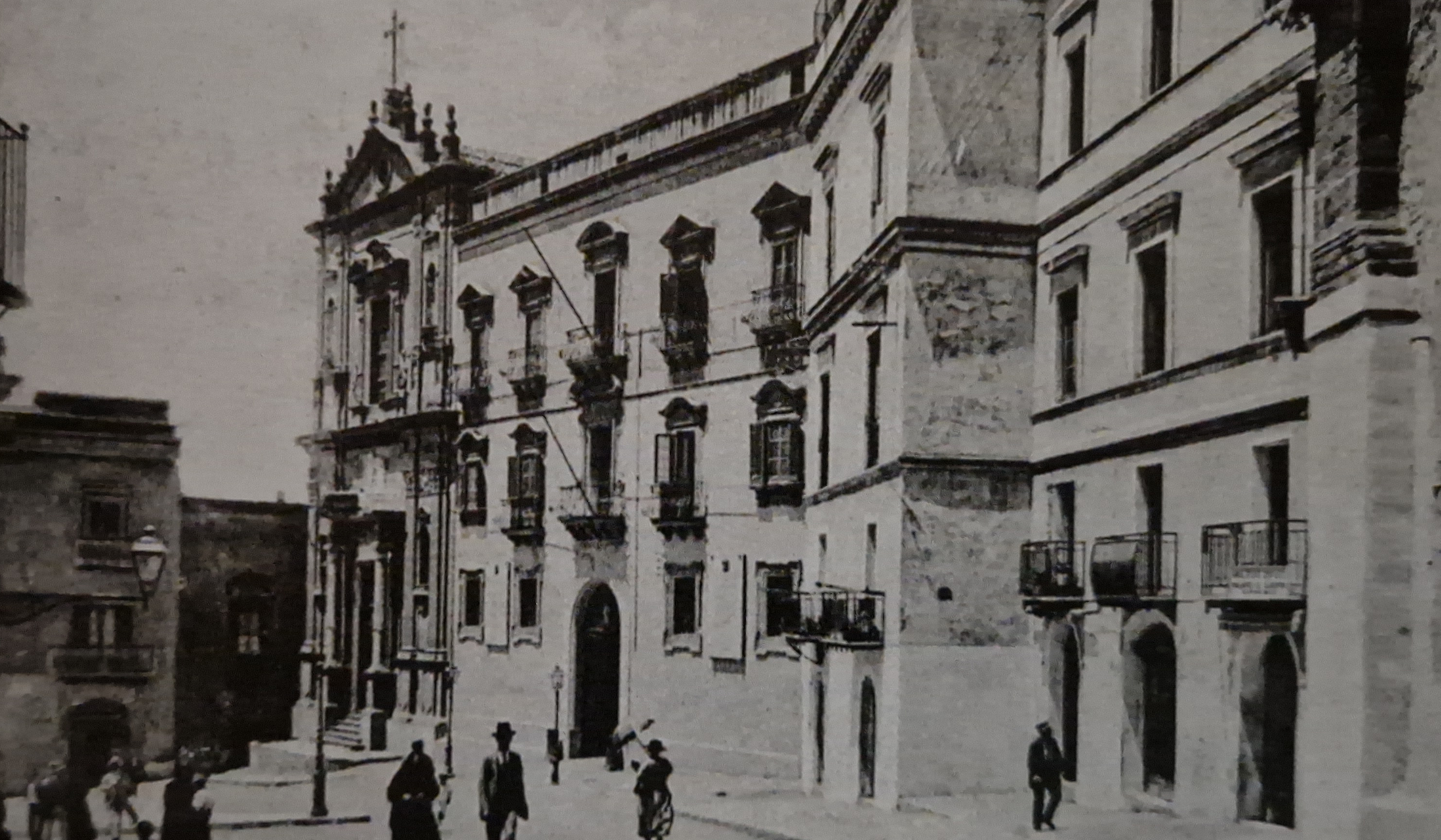
Piazza municipio, 1926

Nella medesima piazza si erge la Chiesa di S. Domenico. Non si hanno notizie precise sull’anno di costruzione e sui progettisti; molti studiosi, esaminando la struttura architettonica, sono concordi nel fissare la data della fondazione verso la seconda metà del XVII secolo. Nella facciata, a cui è attaccata una imponente torre campanaria, vi è un portale settecentesco affiancato da due grandi colonne con capitelli in stile corinzio poggianti su piedistalli e sormontate da un frontone aperto nella cui parte centrale si vede un medaglione ellittico con il rilievo della Madonna del Rosario. Nella parte superiore vi è una grande finestra a forma rettangolare. Inoltre nella facciata ci sono quattro nicchie vuote, della stessa ampiezza, un frontone triangolare, una croce con alcune decorazioni e un occhio di bue nel mezzo. L'interno, a navata unica, è abbastanza ampio e con linee architettoniche semplici ma che si combinano armoniosamente con la maestosità delle forme. Ai lati della navata ci sono otto cappelle, quattro per ogni lato, in cui si trovano delle tele settecentesche. Inoltre si possono ammirare due massicce cantorie seicentesche, decorate con fregi e ornamenti vari, in stile barocco.
Attaccato alla Chiesa, si trova il seicentesco ex Convento dei Domenicani, adibito a Palazzo Comunale sin dal 1867. L'edificio, a forma rettangolare, è stato costruito verso la metà del XVII secolo. Il suo ampio prospetto è formato da un grande portale d'ingresso a tutto sesto, lavorato in metallo, da un primo piano di finestre rettangolari e da due ordini di balconi, tutti di raffinato e sobrio stile barocco.
All’interno del Palazzo si trova il Teatro Pirandello, già Regina Margherita. Il Teatro fu realizzato nel 1870 da Raimondo Nobile Orosio, su disegno di Dionisio Sciascia e approvato dall’architetto palermitano G.B. Basile; venne inaugurato nel 1881 dai reali d’Italia, re Umberto e la regina Margherita. Può ospitare circa 2000 persone e il suo interno è ricco di affreschi realizzati da artisti lombardi.